# Prime Target
Prime Target är en brittisk dramaserie vars första säsong hade premiär på strömningstjänsten Apple TV+ den 22 januari 2025. Första säsongen består av åtta avsnitt, och är skapad av Steve Thompson.

## Handling
Serien kretsar kring doktoranden i matematik Edward Brooks som står på gränsen till ett stort genombrott. Lyckas han hitta ett mönster i primtal kommer han att ha nyckeln till alla datorer i världen. Hans vägar korsas med Taylah Sanders, en kvinnlig NSA-agent vars uppdrag är att rapportera om matematikers beteende.

## Rollista (i urval)
| Leo Woodall          | – Edward Brook             |
| Quintessa Swindell   | – Taylah Sanders           |
| Stephen Rea          | – professor James Alderman |
| David Morrissey      |                            |
| Martha Plimpton      |                            |
| Sidse Babett Knudsen | – professor Andrea Lavin   |
| Jason Flemyng        |                            |
| Harry Lloyd          |                            |
| Ali Suliman          | – Dr. Akram Nizar          |
| Fra Fee              | – Adam Mellor              |
| Joseph Mydell        |                            |
| Daisy Waterstone     | – Fiona Carey              |